# Chapelle Saint-Cézaire de Château-Bas
La chapelle Saint-Cézaire de Château-Bas est une chapelle romane du XIe siècle située à Vernègues dans le département français des Bouches-du-Rhône en région Provence-Alpes-Côte d'Azur.

## Localisation
La chapelle est située à l'est de Vernègues, dans le parc du domaine viticole du « Château-Bas » situé le long de la route reliant Vernègues et Cazan.

## Historique
Le site fut initialement occupé par un temple romain du Ier siècle avant notre ère, le temple romain de Château-Bas.
Au XIe siècle, une chapelle romane fut adossée au temple, dont elle réutilise partiellement le mur oriental.
Cette chapelle fut consacrée en 1054.

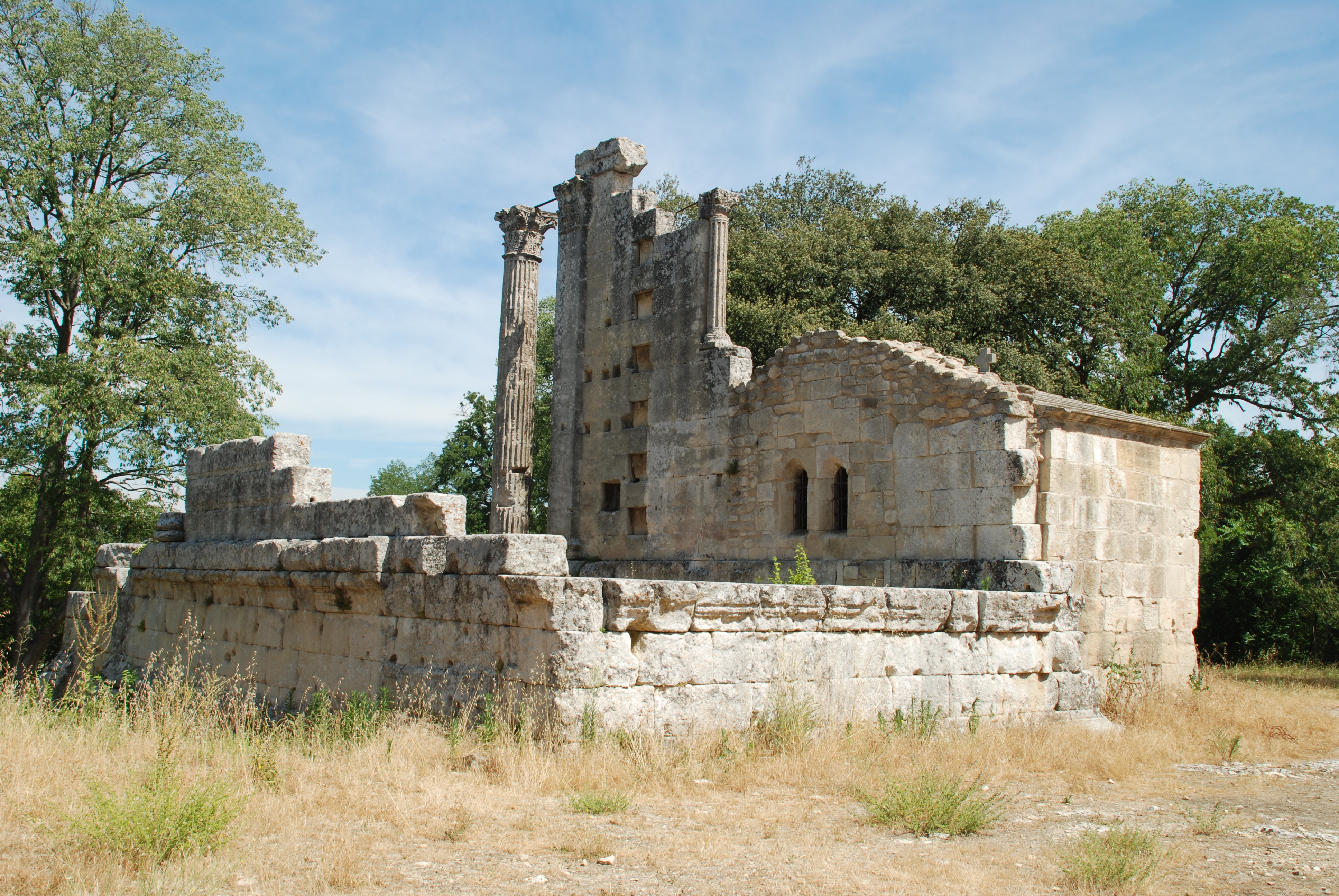
La chapelle et le temple vus du sud-ouest.

## Architecture
De dimensions réduites, la chapelle est construite en pierres de taille assemblées en grand appareil. Elle est couverte d'une toiture de dalles calcaires soutenue par une corniche moulurée et sommée d'une croix en pierre.
Le chevet semi-circulaire est percé de deux fenêtres situées au ras du sol et surmontée chacune d'un puissant arc monolithe.
La nef, très courte, n'est éclairée par aucune fenêtre. La porte se situe sur la façade nord, blottie contre le mur oriental du temple romain.
La façade occidentale de la chapelle réutilise le soubassement du mur oriental du temple romain ainsi qu'une dizaine de blocs du mur oriental proprement dit, le reste étant constitué de moellons. Cette façade occidentale est percée de deux baies géminées.
|  |  |